# Ручьёво (Алтайский край)
Ручьёво — село в Курьинском районе Алтайского края России, в составе Казанцевского сельсовета.

## История
Село Ручьёво — одно из старейших поселений на территории, образующей Курьинский район. Его история, предположительно, начинается в 1763 году. Официальная дата образования села — 1764 год, когда в соответствии с указом Канцелярии Колывано-Воскресенского горного начальства из деревни Корболихинской переехал на место будущего села крестьянин Гаврила Ручьев. Возможно, что к тому времени там уже проживало несколько семей, так как нередко люди осваивали новые места до того, как получали на это официальное разрешение.
Село возникло благодаря открытию на Алтае месторождений меди и серебра, развитию горного дела и строительству Колывано-Воскресенского горного завода в 20 годах XVIII века. Вначале село расширялось только благодаря естественному приросту числа жителей, затем с1893 года начался резкий рост населения за счет переселенцев из России. В «Списке населенных мест Томской губернии за 1893 год» в деревне Ручьевой показано 44 двора и 295 жителей, в том числе 148 мужского и 147 женского пола.
В начале 30 годов XVIII века в окрестностях села Ручьёво были открыты Березово-Локтевский и Весело-Локтевский (Ручьёвские) рудники.
В Ручьёво был свой конезавод, мельницы на реке, два завода по переработке молока, развивалось кузнечное дело, была построена небольшая церковь.
«Приписные» крестьяне из Ручьёво рубили лес, жгли его на уголь для печей, добывали и обжигали известь, возили на завод дрова и руду, отрабатывали «подушный оклад» (подать и оброк). В их обязанности входил ремонт плотин в случае разрушений, заготовка дров для отопления заводских домов и казарм, расчистка леса, заготовка «казенного» сена, рытье канав и траншей и т. д. «Подушный оклад» выражался в конкретном объёме работ. Например, нужно было заготовить дров для обжига угля 52,4 кубометра (оброк на каждого члена семьи), перевезти его на завод, выгрузить и сложить. Работа должна была исполняться по первому требованию и в любое время.
Приписывались «урочные» крестьяне и к заводу: мужчины работали по 12 часов, чередуя смены — дневную и ночную. Две недели работали на заводе, третью — дома. Дети до 15 лет работали по 8 часов. Выходных и праздников рабочим не полагалось.
За историю существования село переживало годы подъёма и спада (особенно сильного в годы Великой Отечественной войны и в 90-х годах 20 столетия, когда произошел развал совхоза «Мир»).

## Население
| 1997 | 1998 | 1999 | 2000 | 2001 | 2002 | 2003 | 2004 | 2005 |
| ---- | ---- | ---- | ---- | ---- | ---- | ---- | ---- | ---- |
| 253  | ↗259 | ↘256 | ↘251 | ↘242 | ↘234 | ↘224 | ↗233 | ↘232 |
| 2006 | 2007 | 2008 | 2009 | 2010 | 2011 | 2012 | 2013 |      |
| ↘228 | ↘217 | ↘196 | ↗200 | ↗206 | ↘204 | ↘195 | ↘182 |      |

## География

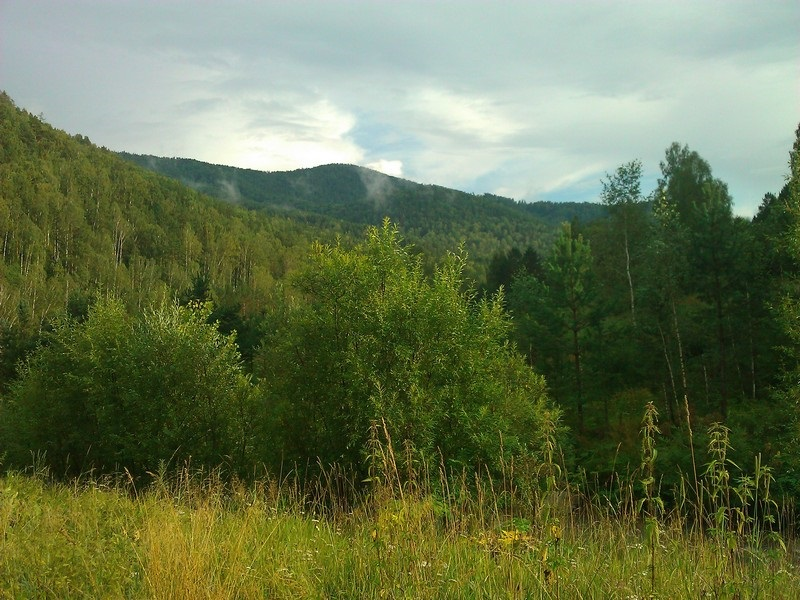
Пересеченная холмами местность, Алтайский край.

Село располагается на предгорной части Курьинского района на месте слияния реки Локтевка и более мелкой речки Березовка. В окружности двух километров в реки впадают многочисленные большие и малые родники. Луга богаты разнотравьем, присутствует множество равнинных участков, пригодных для разведения скота. На расстоянии менее километра от села расположена скала Белая, представляющая собой отрог Колыванского хребта. На северном участке — пересеченная холмами местность, самая высокая точка — 425 метров.

## Климат
Климатические условия соответствуют предгорной области Курьинского района. Климат обусловлен рядом специфических особенностей, зависящих от мощного горного массива Алтая. Веерное расположение горных хребтов в северо-западной части Алтая усиливает влияние атлантических циклонов, увеличивая облачность и количество осадков, повышая зимние и понижая летние температуры. Количество осадков увеличивается с 350 до 550 мм, и их уровень не стабилен. В засушливые годы на равнинной части района выпадает примерно в два раза меньше осадков, чем во влажные.

## Туризм
Возле Ручьёво сохранились следы добычи руды в XVIII—XIX веках. Поисковая группа краеведческого объединения «Юные искатели» обследовала район села Ручьёво в месте слияния рек Березовка и Локтевка в рамках исследовательского проекта «Карст, пещеры и шахты Локтевского спелеологического участка». Группа искала карстовую пещеру Белокаменная, но обнаружила лишь небольшой грот к северо-востоку от села на горе (скале) Белый камень. Он образовался на месте взрыва, прогремевшего в середине 1970-х годов в результате добычи известняка, который закрыл вход в пещеру.
Юные искатели нашли несколько провалов и отверстий, оставшихся от шахт бывшего Весело-Локтевского рудника, открытого в начале 30-х годов XVIII века.